# تک‌پر توسی‌رنگ
تک‌پر توسی‌رنگ (نام علمی: Myadestes unicolor) گونه‌ای از پرندگان از تیرهٔ توکایان (Turdidae) است که در بلیز، السالوادور، گواتمالا، هندوراس، مکزیک و نیکاراگوئه یافت می‌شود. زیستگاه طبیعی آن جنگل‌های کوهستانی نمناک نیمه‌گرمسیری یا گرمسیری است.
در مکزیک، آنها نقش مهمی در برخی از آیین‌های کاتولیک دارند.